# Ulica Tanowska w Policach
Ulica Tanowska (do 1945 niem. Falkenwalderstaße) – jedna z głównych ulic miasta Police o długości około 2 km. Jest to odcinek drogi wojewódzkiej nr 114. 

## Opis

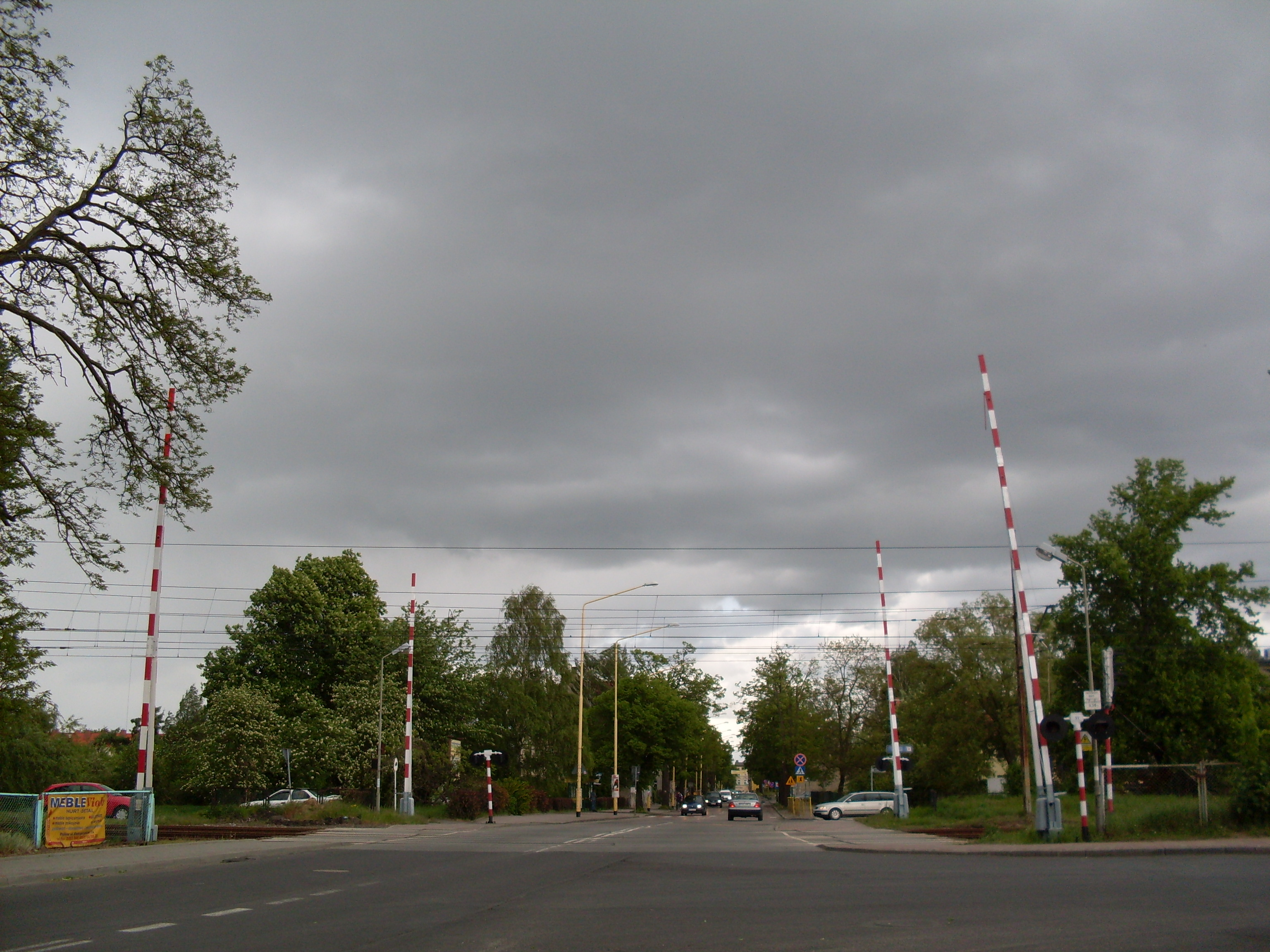
przejazd kolejowo-drogowy na linii kolejowej nr 406 Szczecin Główny – Trzebież

Prowadzi z zachodniej części Starego Miasta w kierunku zachodnim, do Trzeszczyna i Tanowa. Kursują tu autobusy linii 102, 103, 109, 111, 524 i 526 – patrz: Komunikacja miejska w Policach. Przy ul. Tanowskiej znajdują się m.in. Starostwo Powiatowe, Komenda Powiatowa Państwowej Straży Pożarnej, cmentarz komunalny i wiele zakładów usługowych (sklepy, stacje paliw i in.).
Po ulicy prowadzi szlak rowerowy Szlak „Puszcza Wkrzańska”, a na odcinku bliższym starówce – również pieszy Szlak Policki PTTK.